# La Chèvrerie
La Chèvrerie – miejscowość i gmina we Francji, w regionie Nowa Akwitania, w departamencie Charente.
Według danych na rok 1990 gminę zamieszkiwało 149 osób, a gęstość zaludnienia wynosiła 32 osób/km² (wśród 1467 gmin regionu Poitou-Charentes La Chèvrerie plasuje się na 844. miejscu pod względem liczby ludności, natomiast pod względem powierzchni na miejscu 1085.).